# Ermengarda di Moriana
Ermengarda (seconda metà del X secolo – dopo il 27 agosto 1057) è stata una nobile franca, marchesa di Provenza e regina di Arles.

## Origine
Di Ermengarda non si conoscono con esattezza gli ascendenti, ma secondo talune fonti pare che fosse parente prossima, alcuni storici sostengono addirittura la sorella, del conte di Savoia Umberto I Biancamano, al quale il re di Arles, Rodolfo III di Borgogna fece dono di alcuni territori che si trovavano tra Aix-les-Bains e la Savoia.

## Biografia
Verso la fine del X o all'inizio dell'XI secolo, e prima del 1002, secondo le Europäische Stammtafeln, Ermengarda andò in sposa al futuro marchese di Provenza Rotboldo III, figlio di Rotboldo II e della moglie Emilde di Gévaudan (*? † post 1000). A volte Rotboldo è indicato con il numero ordinale II, anziché III, a causa del bisnonno, il padre di suo nonno, Bosone II di Provenza, anche lui di nome Rotboldo, che è considerato il primo della casata. Egli portava il titolo di conte, pur non essendo conte di Provenza. Secondo lo storico e genealogista ungherese Szabolcs de Vajay, Emilde di Gévaudan era la figlia del visconte di Gévaudan Srefano di Brioude (*915 †967) e quindi sorella del visconte Bertrando I di Gévaudan (*938 †993). Altri storici sostengono che Emilde fosse la figlia del visconte Bertrando I di Gévaudan.
Del periodo che trascorse in Provenza si conosce poco, ma prima del 24 aprile 1011, Ermengarda sposò il Re di Arles o delle due Borgogne Rodolfo III, figlio di Corrado III e Matilde di Francia.
In un successivo documento del mese di luglio, Rodolfo III conferma l'avvenuto matrimonio, definendo Ermengarda Irmengarda regina coniuge nostra carissima. Il matrimonio tra Ermengarda e Rodolfo è confermato anche dal Chronicon Hugonis, monachi Virdunensis et divionensis abbatis Flaviniacensis I.
Nel 1016, i nobili del regno, guidati dal conte di Borgogna, Ottone Guglielmo, si ribellarono. Rodolfo allora si rivolse all'imperatore Enrico II, che, a Strasburgo, ricevette l'omaggio di Rodolfo (zio materno di Enrico II) ed inoltre dallo zio fu riconosciuto come protettore e, nel caso lo zio fosse morto senza lasciare un erede legittimo, fu nominato suo erede. Secondo il cronista, Tietmaro di Merseburgo, anche Ermengarda, assieme ai suoi due figli, definiti vecchi (senioris) e di primo letto (i due figli, Ugo e Guglielmo, sono nominati in un documento dell'Irmingarda cartae del 1019), accompagnò il marito a Strasburgo.
Ancora, nel 1029, Ermengarda viene citata in un documento del marito Rodolfo, mentre, nel 1033, Ermengarda fa una donazione al monastero di Cluny, in suffragio dell'anima del marito, Rodolto III ed in quello stesso periodo, ne fece un'altra,. sempre in suffragio dell'anima del marito all'abbazia di Saint-André-de-Bas a Vienne.
Nel 1032, dopo la morte di Rodolfo, viene accompagnata da Umberto Biancamano a Zurigo dall'Imperatore Corrado II il Salico attraverso i passi del Cenisio e del Gran San Bernardo
Ermengarda compare per l'ultima volta in un documento del 20 settembre 1057, in cui fa una donazione ad una chiesa di Grenoble, citandosi come vedova di Rodolfo III (Ermengarda vidua regina, uxor quondam Rodulfi regis).
Non si conosce l'anno esatto della morte di Ermengarda, ma il giorno, che fu il 25 settembre, per gli Obituaires de Lyon I, Abbaye de Savigny, a pag. 355 o il 27 settembre, per gli Aymari Rivalli De Allobrogibus.

## Figli
Mentre a Rodolfo III non diede figli, Ermengarda ne diede tre a Rotboldo III:
- Guglielmo[18] (*? †1037), è nominato in un documento dell'Irmingarda cartæ del 1019 marchese di Provenza[17]
- Ugo[17][18] (*? † post 1019), si presume che sia morto giovane
- Emma (*? †1062), nell'Histoire Générale de Languedoc, con una donazione confermò di essere figlia di Rotboldo ed Ermengarda[24], sposò il conte di Tolosa Guglielmo III[25], poi marchesa di Provenza.

### Fonti primarie
Collezione di documenti inediti sulla storia di Francia
- (LA) Auguste Bernard e Alexandre Bruel (a cura di), Recueil des Chartes de l'Abbaye de Cluny, in Collection de documents inédits sur l'histoire de France, volume III, Première série, Histoire politique, Parigi, Imprimerie Nationale, 1884. URL consultato il 29 ottobre 2019. Ospitato su https://www.gallica.bnf.fr.
- (LA) Auguste Bernard e Alexandre Bruel (a cura di), Recueil des Chartes de l'Abbaye de Cluny, in Collection de documents inédits sur l'histoire de France, volume IV, Première série, Histoire politique, Parigi, Imprimerie Nationale, 1888. URL consultato il 29 ottobre 2019. Ospitato su https://www.gallica.bnf.fr.

Monumenta Germaniæ Historica
- (LA) Georg Heinrich Pertz (a cura di), Annales chronica et historiæ ævi saxonici, in Monumenta Germaniæ Historica, volume III, Hannover, Impensis Bibliopolii Aulici Hahniani, 1839. URL consultato il 29 ottobre 2019 (archiviato dall'url originale il 22 marzo 2019). Ospitato su https://www.dmgh.de.
- (LA) Georg Heinrich Pertz (a cura di), Chronica et gesta ævi Salici, in Monumenta Germaniæ Historica, volume VIII, Hannover, Impensis Bibliopolii Aulici Hahniani, 1848. URL consultato il 29 ottobre 2019 (archiviato dall'url originale il 29 ottobre 2019). Ospitato su https://www.dmgh.de.
- (LA) Georg Heinrich Pertz (a cura di), Chronica ævi Suevici, in Monumenta Germaniæ Historica, volume XXIII, Hannover, Impensis Bibliopolii Aulici Hahniani, 1874. URL consultato il 29 ottobre 2019 (archiviato dall'url originale il 29 ottobre 2019). Ospitato su https://www.dmgh.de.
- (LA) Societas Aperiendis Fontibus Rerum Germanicarum Medii Ævi (a cura di), Diplomatum Regum et Imperatorum Germaniæ, in Monumenta Germaniæ Historica, volume I, Hannover, Impensis Bibliopolii Aulici Hahniani, 1879 - 1884. URL consultato il 29 ottobre 2019 (archiviato dall'url originale il 29 ottobre 2019). Ospitato su https://www.dmgh.de.
- (LA) Societas Aperiendis Fontibus Rerum Germanicarum Medii Ævi (a cura di), Thietmari Merseburgensis Episcopi: Chronicon, in Monumenta Germaniæ Historica, volume IX, Scriptores Rerum Germanicarum. Nova series, Berlino, 1935. URL consultato il 29 ottobre 2019. Ospitato su http://www.mgh-bibliothek.de/.
- (LA) Theodor Schieffer (a cura di), Regum Burgundiae et Stirpe Rudulfina Diplomata et Acta, in Monumenta Germaniæ Historica, 1977. URL consultato il 29 ottobre 2019 (archiviato dall'url originale il 29 ottobre 2019). Ospitato su https://www.dmgh.de.

Altro
- (LA) Ulysse Chevalier (a cura di), Cartulaire de l'abbaye de Saint-André-Le-Bas-de-Vienne, in Collection de cartulaires dauphinois, volume I, Lione, 1869. URL consultato il 29 ottobre 2019. Ospitato su https://www.gallica.bnf.fr.
- (FR) Claude de Vic e Joseph Vaissette, Histoire générale de Languedoc, a cura di Ernest Roschach e Édouard Dulaurier, volume V, Tolosa, Édouard Privat, 1872. URL consultato il 29 ottobre 2019. Ospitato su https://www.archive.org/.
- (EN) Charles Cawley, Savoy, su fmg.ac, Foundation for Medieval Genealogy. URL consultato il 29 ottobre 2019.
- (EN) Charles Cawley, Burgundy Kingdom, Counts of Burgundy, su fmg.ac, Foundation for Medieval Genealogy. URL consultato il 29 ottobre 2019.
- (EN) Charles Cawley, Provence - Kings, Counts, su fmg.ac, Foundation for Medieval Genealogy. URL consultato il 29 ottobre 2019.
- (EN) Charles Cawley, Burgundy Kingdom, Bresse & Bugey, su fmg.ac, Foundation for Medieval Genealogy. URL consultato il 29 ottobre 2019.
- (EN) Charles Cawley, Toulouse - Northern & Eastern, su fmg.ac, Foundation for Medieval Genealogy. URL consultato il 29 ottobre 2019.

### Letteratura storiografica
- Louis Halphen, cap. XXV, in Il regno di Borgogna, Storia del Mondo Medievale, volume II: L'espansione islamica e la nascita dell'Europa feudale, 1999,  pp. 807-821.
- Austin Lane Poole, cap. V, in L'imperatore Enrico II, Storia del Mondo Medievale, volume IV: La riforma della chiesa e la lotta fra papi e imperatori, 1999,  pp. 126-169.